# コバノイチヤクソウ
コバノイチヤクソウ（小葉の一薬草、学名：Pyrola alpina ）はツツジ科イチヤクソウ属の常緑の多年草。
かつてはイチヤクソウ科とされたが、イチヤクソウ科は新しいAPG植物分類体系ではツツジ科に含められている。

## 特徴
根茎は細長く横にはい、匐枝をだす。葉はやわらかく深緑色で、4-8枚がロゼット状に集まってつく。葉は、長さ1.5-3cm、幅1.3-2.5cmの広楕円形または円形で、長さが幅より長く、先は円いか短くとがり、縁にはとがった短い鋸歯がある。長さ1-3cmになる葉柄がある。
花期は7-8月。葉の間から高さ10-15cmになる花茎を伸ばし、総状花序をつけ、3-7個の花が下向きにつく。花茎には、線状披針形で先がとがった長さ3-7mmになる鱗片葉が1個あるが、ない場合もある。苞は広線形で先は鋭くとがり、長さ3-7mmになる。萼片は5個で、3角形になり先はとがり、長さ、幅は約1mmになる。花は白色で径10-13mmの広鐘形になり、花弁は5個あり離生し、下向きに咲く。雄蕊は10個ある。花柱は長く突き出て湾曲し、長さ6-8mmになり柱頭は小さく5裂する。果実は径5-6mmの蒴果になる。
和名の由来は、同属のイチヤクソウに似るが、葉が小型であることによる。

## 分布と生育環境
千島列島、北海道、本州の中部地方以北に分布し、亜高山の針葉樹林の林床に生育する。

## 下位分類
- ベニバナコバノイチヤクソウ Pyrola alpina Andres f. rosea Sugim.

## ギャラリー
- 花は数個、下向きにつく。
- 蕾。
- 葉の縁にとがった細かい鋸歯がある。